# Егзархат (Руска православна црква)
Егзархат (рус. экзархат) црквена је област унутар Руске православне цркве која се налази под канонском управом патријарашког егзарха и синода.

## Историја
Једини егзархат унутар Руске православне цркве донедавно је био Бјелоруски егзархат (Бјелоруска православна црква). Овај егзархат је основан 1989, а на његовом челу стоји архијереј са титулом „митрополит мински и заславски, патријарашки егзарх све Бјелорусије“. Данас постоје и три загранична егзархата: Патријарашки егзархат западне Европе (Париз), Патријарашки егзархат југоисточне Азије (Сингапур) и Патријарашки егзархат Африке (Каиро).
Постојао је и Украјински егзархат од 1921. до 1990. године када је Украјинској православној цркви призната независност и самосталност у управи. Постала је самоуправна црква са правима широке аутономије под јурисдикцијом Руске православне цркве.
Од 1945. до 1990. постојала су два загранична егзархата у Европи: Средњоевропски и Западноевропски. Укинути су одлуком Архијерејског сабора, а тамошње епархије донедавно су биле непосредно потчињене патријарху и Светом синоду.

## Устројство
На челу егзархата се налази егзарх (рус. экзарх) који је и епархијски архијереј. Бира га Свети синод Руске православне цркве, а поставља се патријарашким указом. Егзарх је предсједник синода егзархата.
Основни црквеноправни акт егзархата је устав.
Свети синод Руске православне цркве одлучује о оснивању или укидању егзархата уз накнадну потврду Архијерејског сабора. Удруживање епархија у егзархат се врши по национално-регионалном принципу. Патријарх и Свети синод одлучују о оснивању или укидању епархија унутар егзархата на предлог његовог синода уз накнадну потврду Архијерејског сабора. Све епархијске и викарне архијереје егзархата бира и поставља Свети синод на предлог егзархатског синода.
Највиша судска власт за егзархат су Високи општецрквени суд и Архијерејски сабор Руске православне цркве.